# Unbound
Unbound – trzeci album szwedzkiego zespołu death metalowego Merciless. Wydany w 1994 roku przez Unisound – wytwórnię muzyczną należącą do Dana Swanö.

## Lista utworów
1. „Unbound” – 6:20
2. „The Land I Used to Walk” – 3:38
3. „Feebleminded” – 2:40
4. „Back to North” – 8:36
5. „Silent Truth” – 3:10
6. „Lost Eternally” – 5:42
7. „Nuclear Attack” – 2:41
8. „Forbidden Pleasure” – 5:09
9. „Crionics”[1] (cover Slayer dostępny na reedycji albumu)

## Twórcy
- Erik Wallin – gitara elektryczna
- Roger "Rogga" Pettersson – wokal
- Fredrik Karlén – gitara basowa
- Peter Stjärnvind – perkusja